# Нова-Флореста
Нова-Флореста (порт. Nova Floresta) — муниципалитет в Бразилии, входит в штат Параиба. Составная часть мезорегиона Сельскохозяйственный район штата Параиба. Входит в экономико-статистический микрорегион Куриматау-Осидентал. Население составляет 11 020 человек на 2006 год. Занимает площадь 58,839 км². Плотность населения — 187,3 чел./км².
Праздник города — 6 июня.

## История
Город основан 20 октября 1936 года. 

## Статистика
- Валовой внутренний продукт на 2003 год составляет 17 133 693,00 реалов (данные: Бразильский институт географии и статистики).
- Валовой внутренний продукт на душу населения на 2003 год составляет 1665,57 реалов (данные: Бразильский институт географии и статистики).
- Индекс развития человеческого потенциала на 2000 год составляет 0,606 (данные: Программа развития ООН).